# Casali del Manco
Casali del Manco è un comune italiano di 9 331 abitanti della provincia di Cosenza in Calabria.
È stato istituito il 5 maggio 2017 dalla legge regionale n. 11 del 2017, a seguito dell'approvazione di un referendum tenutosi il 26 marzo 2017 il quale prevedeva la fusione dei comuni di Casole Bruzio, Pedace, Serra Pedace, Spezzano Piccolo e Trenta. Sebbene a Spezzano Piccolo la consultazione popolare abbia dato esito negativo, è stato deciso comunque l'accorpamento forzoso di quest'ultimo al nuovo ente. È, per superficie, il settimo comune della Calabria. Nel territorio di Casali del Manco ricade il monte Botte Donato che, posto a un'altitudine di 1928 m s.l.m., rappresenta la massima vetta della Sila. Il territorio comunale ha un'altitudine minima di 245 metri s.l.m. in località Morelli Sottana, e una massima di 1928 (cima di monte Botte Donato).

## Storia
Il termine Casali si riferisce alle antichissime origini risalenti a prima dell'anno 1000. Il Casale è una comunità, in passato con proprie forme di organizzazione amministrativa. Fino ai nostri giorni ha subito modifiche e cambiamenti sia di dipendenza amministrativa (come le Baglive) sia territoriali. 
Nonostante questi profondi cambiamenti le diverse comunità hanno mantenuto una loro identità culturale. Ancora fino al 1800 i casali compresi nei cinque comuni di cui si è detto sopra erano quattordici: Spezzano Piccolo, Macchia, Macchisi; Serra Pedace (fino al 1837 accorpato a Pedace), Pedace, Iotta, Perito, Trenta, Magli, Feruci, Scalzati, Cribari, Casole Bruzio, Verticelli. Quasi tutti hanno mantenuto tradizioni e identità meno Macchisi (conurbato con Spezzano Piccolo) e Iotta (conurbato con Pedace) che hanno di fatto perso ogni caratteristica identitaria. Fino ai primi anni del 1800 in ognuno dei Casali si svolgevano regolari assemblee pubbliche (chiamate Università), e atti di antichi e antichissimi notai ne registravano i verbali con tanto di delibere, interventi e decisioni e che testimoniano, ancora oggi, la vivacità della vita partecipata delle diverse comunità.
Il 26 marzo 2017 i cittadini di Pedace, Casole Bruzio, Serra Pedace e Trenta hanno deciso con un referendum la fusione dei precedenti comuni nel nuovo comune di Casali del Manco. Il comune di Spezzano Piccolo fu l'unico comune ad aver votato, con 481 voti a 471, contro la fusione.

### Simboli
Lo stemma e il gonfalone del comune di Casali del Manco sono stati concessi con decreto del presidente della Repubblica del 25 agosto 2020.
Lo stemma è stato scelto fra tre proposte con una consultazione popolare che ha avuto luogo il 15 dicembre 2018. L'immagine è la reinterpretazione di un antico disegno apparso sul Registrum Patentarum Baiulorum custodito nell'Archivio di Cosenza. Nel nuovo emblema civico è raffigurato un albero fiorito costituito da un unico fiore centrale a cinque petali, al di sotto del quale si trovano dodici fiori più piccoli. Il tronco centrale simboleggia l'unità del nuovo comune ricordandone la creazione avvenuta del processo di fusione di cinque comuni rappresentati dai petali della rosa, mentre i dodici fiorellini sono simbolo delle altre frazioni, chiamate anche "Casali" o "Baglive".
Il gonfalone è un drappo di bianco, bordato di giallo.

## Società

### Evoluzione demografica
Abitanti censiti

## Cultura

### Istruzione

#### Biblioteche
Nella frazione Macchia è presente la Biblioteca Gullo, biblioteca privata ad accesso pubblico

## Amministrazione
| Periodo        | Periodo        | Primo cittadino   | Partito                                            | Carica                  | Note |
| -------------- | -------------- | ----------------- | -------------------------------------------------- | ----------------------- | ---- |
| 9 maggio 2017  | 10 giugno 2018 | Maria Vercillo    | -                                                  | commissario prefettizio |      |
| 10 giugno 2018 | 15 maggio 2023 | Stanislao Martire | lista civica “Futuro in comune“                    | sindaco                 |      |
| 15 maggio 2023 | in carica      | Francesca Pisani  | lista civica “#unpassoavanti Casali del Manco 2.0” | sindaco                 |      |